# 斯特朗斯內克 (紐約州)
斯特朗斯內克（英語：Strongs Neck）是位於美國紐約州薩福克縣的非建制地區。

## 地理
斯特朗斯內克所處的海拔為高於海平面11米（即36英呎），而該地所採用的時區為UTC-5，即北美东部时区（EST）。同時該地設有夏令時間，為UTC-5調快一小時，即UTC-4（EDT）。